# 雨師妾

雨師妾國人

雨師妾，中國傳說中的幻想國，出現於《山海經》。

## 典源
雨師妾記載於《山海經·海外東經》：「雨師妾在其北，其為人黑，兩手各操一蛇，左耳有青蛇，右耳有赤蛇。」指雨師妾國人民身體呈黑色，兩手各持一條蛇，左耳有一條青蛇，右耳有一條赤蛇。另外《山海經》又指「一曰在十日北，為人黑身人面，各操一龜。」這個版本則指雨師妾國人手上是持龜不是持蛇。
晉代郭璞注《山海經》時指「雨師，謂屏翳也。」將雨師妾國與雨師屏翳牽上關係。《焦氏易林》載：「雨師之妾，以蛇掛耳。」將雨師妾理解為雨師的妾侍。

## 備註
1. ↑  郝懿行箋疏：「雨師妾，蓋亦國名。」